# Кастис, Джордж Вашингтон Парк
Джордж Вашингтон Парк Кастис (англ. George Washington Parke Custis, 30 апреля 1781  — 10 октября 1857) — американский плантатор и драматург, внук Марты Вашингтон и приёмный внук Джорджа Вашингтона, который родился в усадьбе Маунт-Вернон и вместе с сестрой провёл детство в президентских резиденциях Джорджа Вашингтона. В возрасте 21 года Кастис унаследовал несколько плантаций своего отца и построил усадьбу Арлингтон, которую задумал сделать мемориалом Вашингтона. Он так же был автором исторических пьес, патриотических обращений и работы Recollections and Private Memoirs of George Washington, опубликованной в 1860 году уже после его смерти.
Его дочь Мэри Энн Кастис в 1831 году вышла замуж за лейтенанта Роберта Эдварда Ли, к которому впоследствии перешла усадьба Арлингтон.

## Ранние годы
Кастис родился в апреле 1781 года в усадьбе своей матери Маунт-Эйри в Мэриленде. Впоследствии он жил на плантации Абингдон, которую его отец купил в 1778 году. С ним жили его родители и сёстры Элизабет Парк Кастис, Марта Парк Кастис и Нелли Кастис. Уже через 6 месяцев после его рождения отец Кастиса умер в Йорктауне, вскоре после капитуляции Корнуолиса. Марта, бабушка Кастиса, стала вдовой в 1757 году и вышла замуж за Джорджа Вашингтона в 1759 году. Его отец вырос на плантации Маунт-Вернон. После того, как Джон Парк Кастис умер, Джордж Вашингтон никогда формально не усыновлял Кастиса и его сестёр, однако они росли вместе с Вашингтоном, и он обращался с ними как с собственными детьми. Маркиз Лафайет, который посетил Маунт-Вернон в августе 1784 года, писал: «Генерал сделал их приёмными детьми и очень их любит. Когда я приехал, было довольно забавно видеть их удивленные личики, которые болтали обо мне целый день и хотели знать, похож ли я на свой портрет».
Старшие сёстры Кастиса остались в Абингдоне с матерью, а Кастиса и Нелли Вашингтон в 1789 году забрал в Нью-Йорк, где они жили в первой и второй президентских резиденциях. Когда столицу перенесли в Филадельфию, Кастис жил там с президентом с 1790 по 1797 год. В семье Вашингтона его звали "Уош" (Wash).

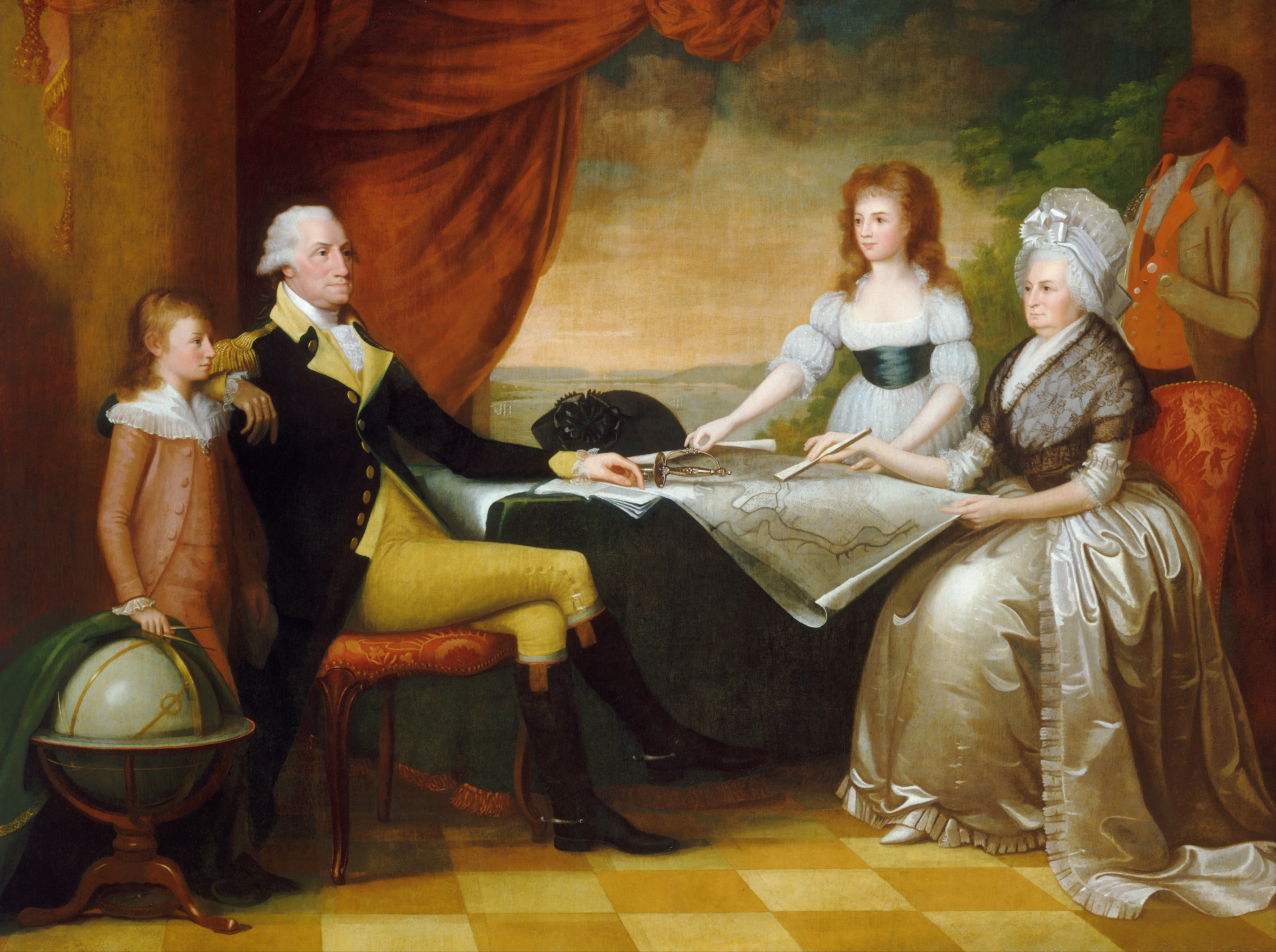
Семья Вашингтона. Вашингтон изображён с Нелли и Джорджем Кастисами.

Кастис поступал в Германатаунскую академию, Нью-Джерсийский колледж и Колледж Сент-Джон в Аннаполисе, но не смог их окончить (был отчислен в 1797 и 1798). Вашингтон неоднократно выражал разочарование неспособностью Кастиса получить образование. «Он, кажется, безучастен и глуп, - писал Вашингтон, - и всегда прячется где-нибудь от общества».
В январе 1799 года Кастис стал корнетом американской армии, в марте стал вторым лейтенантом и служил адъютантом при генерале Чарльзе Пинкни. 15 июня 1800 года он был отправлен в почётную отставку во временном звании майора.